# Doratopsylla liui
Doratopsylla liui är en loppart som beskrevs av Xie Baoqi et Xie Shu 1991. Doratopsylla liui ingår i släktet Doratopsylla och familjen mullvadsloppor. Inga underarter finns listade i Catalogue of Life.